# Beuringen (Meurah Dua)
Beuringen is een bestuurslaag in het regentschap Pidie Jaya van de provincie Atjeh, Indonesië. Beuringen telt 785 inwoners (volkstelling 2010).